# Honda CBR 650 R
Die Honda CBR 650 R ist ein Supersportler-Motorrad des japanischen Fahrzeugherstellers Honda, das erstmals 2019 vorgestellt wurde. Sie ersetzt das vorherige Modell CBR 650 F und bietet Verbesserungen in Bezug auf Leistung und Design. Die Frontverkleidung wurde von der Honda Fireblade (SC 77) nachempfunden, was ihr auch den Beinamen „kleine Blade“ gab.

## Technische Daten
Die Honda CBR 650 R ist mit einem 649 cm³ großen Vierzylinder-Reihenmotor ausgestattet, der eine Leistung von 95 PS (70 kW) erbringt. Das Motorrad hat eine Showa-Aufhängung, Nissin Bremsanlage und eine modern gestaltete Aerodynamik, die eine bessere Handhabung ermöglicht. Vorne ist eine Zwei-Scheibenbremsanlage mit 4 Kolben-Festsattelbremse pro Seite verbaut. Hinten ist eine Ein-Kolben-Faustsattelbremse verbaut. Das Hinterrad wird mit einem Kettenantrieb betrieben, der über eine ausschaltbare Traktionskontrolle verfügt. Der Kraftstoffverbrauch der Honda CBR 650 R liegt bei etwa 4,9 Litern auf 100 Kilometer. Das Tankvolumen beträgt 15,4 l, dies ergibt eine theoretische Reichweite von ungefähr 300 km. Das Motorrad ist auf 48 PS drosselbar und lässt somit auch von A2 Führerscheininhabern fahren.
Von 2021 bis 2023 kam eine überarbeitete Version auf dem Markt, die kleine optische und fahrwerkstechnische Veränderungen mit sich bringt. Im Modelljahr 2024 ist erstmals neben dem unverkleideten Schwestermodell CB 650 R die von Honda entwickelte elektronische Kupplung, genannt „E-Clutch“, verbaut. Sie erlaubt neben dem Schalten ohne Betätigung der Kupplung auch ein Anfahren und Anhalten ohne Einsatz selbiger.

## Modellvarianten
Neben der Standardversion bietet Honda auch die CBR 650 R ABS an, die zusätzlich mit einem Antiblockiersystem ausgestattet ist. In Deutschland wird aufgrund der gesetzlichen Vorgaben nur die Version mit ABS angeboten.

## Motor und Antrieb
- Motorart: Reihenvierzylinder
- Kühlung: Flüssig
- Hubraum: 649 cm³
- Maximale Leistung: 70 kW (95 PS) bei 12.000/min
- Maximales Drehmoment: 64 Nm bei 8.500/min
- Getriebe: Sechsgang

## Chassis
- Rahmen: Stahl-Diamantrahmen
- Bremsen: Vorne Doppelscheibe, hinten Einzelscheibe
- Federung vorne: Teleskopgabel
- Federung hinten: Schwinge

## Leistungsdaten
Die Beschleunigung von 0 auf 100 km/h erfolgt in etwa 3,9 Sekunden, und die Höchstgeschwindigkeit beträgt rund 220 km/h. Diese Werte unterstreichen die sportliche Ausrichtung des Motorrads und seine Eignung sowohl für den Straßenverkehr als auch für die Rennstrecke.